# Schnabel-Ragwurz
Die Schnabel-Ragwurz (Ophrys oxyrrhynchos) ist eine Pflanzenart aus der Gattung der Ragwurzen (Ophrys) in der Familie der Orchideen (Orchidaceae). Sie blüht von März bis Mai und ist Lacaitas Ragwurz (Ophrys lacaitae) sehr ähnlich.

## Merkmale
Diese mehrjährige krautige Pflanze erreicht Wuchshöhen zwischen 10 und 25 cm. Der Blütenstand besteht aus drei bis neun Blüten. Meist sind die Kelchblätter grün, selten aber auch braunrot. Die behaarten Kronblätter sind dreieckig. Die schwach gehöckerte Lippe ist in der hinteren dicht behaarten Hälfte braunrot und in der vorderen fast kahlen Hälfte rot- bis gelbbraun, selten nur gelb gefärbt. Der bis zu vier Millimeter lange Anhang ist aufrecht. Das meist ausgedehnte Mal erscheint violett mit weißem Rand.
Die Chromosomenzahl beträgt 2n = 36.

## Standort und Verbreitung
Man findet diese Orchidee in lichten Eichenwäldern, Garriguen und auf ehemaligem Kulturland bis zu einer Höhe von 1300 m. Das Verbreitungsgebiet erstreckt sich von Sizilien bis Malta.

## Taxonomie und Systematik
Die Schnabel-Ragwurz wurde 1840 durch Agostino Todaro (1818–1892) in Imparziale Giorn. Sc. Lett. Art. Seite 74 als Ophrys oxyrrhynchos erstbeschrieben. Synonyme sind: Ophrys holoserica subsp. oxyrrhynchos (Tod.) H. Sund. und Ophrys fuciflora subsp. oxyrrhynchos (Tod.) Soó.

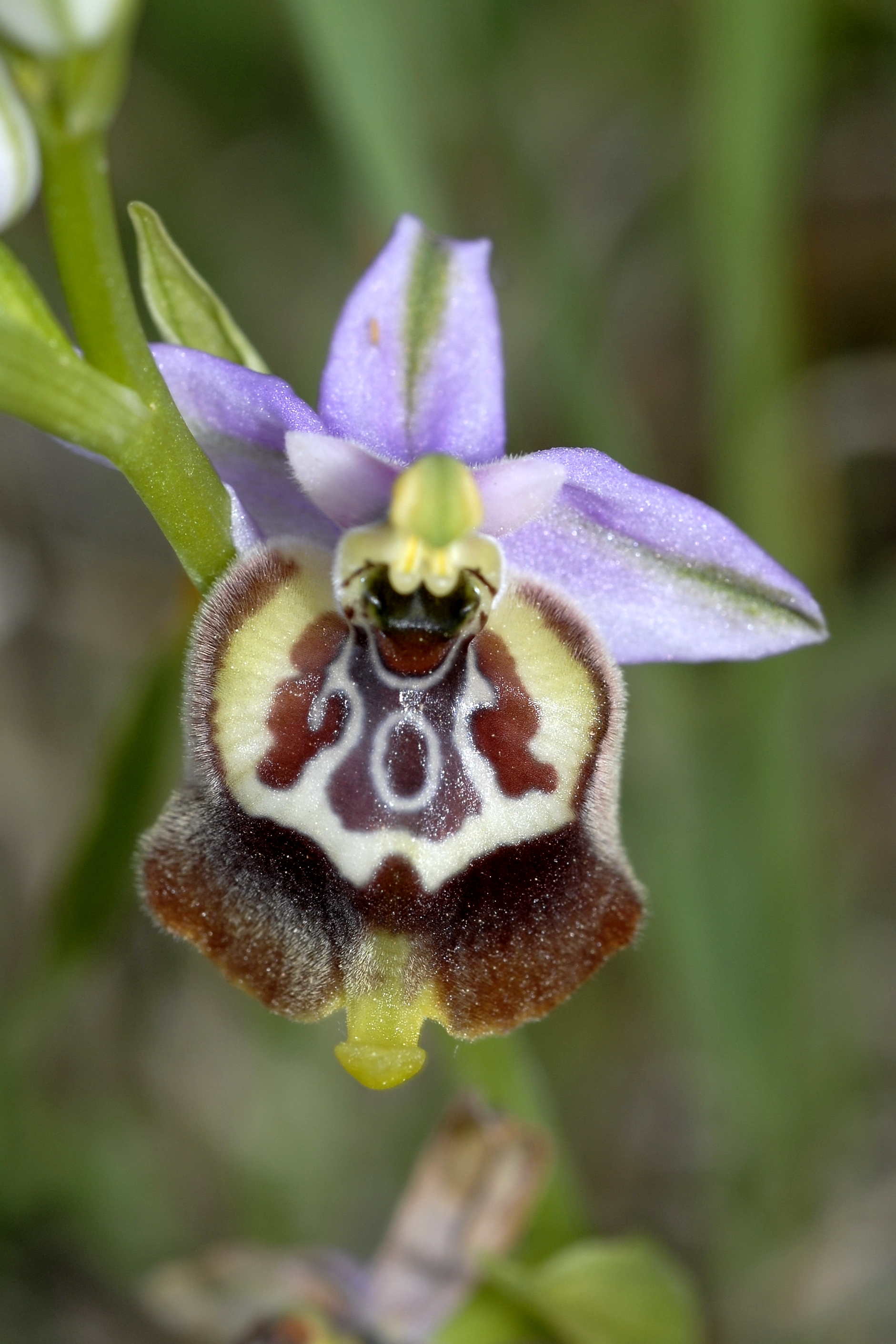
Prächtige Schnabel-Ragwurz (Ophrys oxyrrhynchos subsp. calliantha)

Man kann mehrere Unterarten unterscheiden:
- Bianca-Ragwurz (Ophrys oxyrrhynchos subsp. biancae (Tod.) Galesi, Cristaudo & Maugeri, Syn.: Ophrys biancae (Tod.) Macch.): Sie ist ein Endemit Siziliens. Sie gedeiht dort in Höhenlagen zwischen 45 und 650 Metern Meereshöhe. Als Bestäuber wurde Eucera euroa beobachtet.[2]
- Prächtige Schnabel-Ragwurz (Ophrys oxyrrhynchos subsp. calliantha (Bartolo & Pulv.) Galesi, Cristaudo & Maugeri): Sie kommt in Sizilien in Höhenlagen zwischen 50 und 600 Metern Meereshöhe vor.[2]
- Apulische Schnabel-Ragwurz (Ophrys oxyrrhynchos subsp. celiensis (O.Danesch & E.Danesch) Del Prete): Sie kommt in Apulien und in Kalabrien in Höhenlagen zwischen 150 und 550 Metern Meereshöhe vor. Als Bestäuber wurde Eucera graeca beobachtet.[2]
- Sizilianische Schnabel-Ragwurz (Ophrys oxyrrhynchos subsp. oxyrrhynchos): Sie kommt in Sizilien und in Malta in Höhenlagen zwischen 50 und 1300 Metern Meereshöhe vor.[2]